# Llista d'espècies de linífids (M)
Llista d'espècies de linífids, per ordre alfabètic, que comencen per la lletra M. Apareixen totes les espècies descrites fins al 20 de novembre de 2006.
- Per a les llistes d'espècies amb les altres lletres de l'alfabet, aneu a l'article principal, Llista d'espècies de linífids.
- Per a la llista completa de tots els gèneres vegeu l'article Llista de gèneres de linífids.

## Gèneres i espècies

### Machadocara
Machadocara Miller, 1970
- Machadocara dubia Miller, 1970 (Congo)
- Machadocara gongylioides Miller, 1970 (Zambia)

### Macrargus
Macrargus Dahl, 1886
- Macrargus alpinus Li & Zhu, 1993 (Xina)
- Macrargus australis Berland, 1924 (Illa Juan Fernández)
- Macrargus boreus Holm, 1968 (Suècia, Finlàndia, Rússia, Ucraïna)
- Macrargus carpenteri (O. P.-Cambridge, 1894) (Paleàrtic)
- Macrargus excavatus (O. P.-Cambridge, 1882) (Europa)
- Macrargus multesimus (O. P.-Cambridge, 1875) (Holàrtic)
- Macrargus pacificus Berland, 1924 (Illa Juan Fernández)
- Macrargus rabeleri Schenkel, 1936 (Suïssa)
- Macrargus rufus (Wider, 1834) (Paleàrtic)

### Maculoncus
Maculoncus Wunderlich, 1995
- Maculoncus parvipalpus Wunderlich, 1995 (Grècia)

### Malkinella
Malkinella Millidge, 1991
- Malkinella insulanus Millidge, 1991 (Illa Juan Fernández)

### Malkinia
Malkinia Millidge, 1991
- Malkinia melanocephala Millidge, 1991 (Illa Juan Fernández)

### Mansuphantes
Mansuphantes Saaristo & Tanasevitch, 1996
- Mansuphantes arciger (Kulczyn'ski, 1882) (Europa)
- Mansuphantes aridus (Thorell, 1875) (Suïssa, Àustria, Itàlia)
- Mansuphantes auruncus (Brignoli, 1979) (Itàlia)
- Mansuphantes fragilis (Thorell, 1875) (Europa)
- Mansuphantes gladiola (Simon, 1884) (França, Còrsega)
- Mansuphantes korgei (Saaristo & Tanasevitch, 1996) (Turquia)
- Mansuphantes mansuetus (Thorell, 1875) (Paleàrtic)
- Mansuphantes ovalis (Tanasevitch, 1987) (Rússia, Geòrgia, Azerbaijan)
- Mansuphantes parmatus (Tanasevitch, 1990) (Rússia, Azerbaijan)
- Mansuphantes pseudoarciger (Wunderlich, 1985) (Suïssa)
- Mansuphantes rectilamellus (Deltshev, 1988) (Bulgària)
- Mansuphantes rossii (Caporiacco, 1927) (Àustria, Itàlia)
- Mansuphantes simoni (Kulczyn'ski, 1894) (Europa Occidental)

### Maorineta
Maorineta Millidge, 1988
- Maorineta acerba Millidge, 1988 (Nova Zelanda)
- Maorineta ambigua Millidge, 1991 (Illes Marshall, Illes Carolines, Cook)
- Maorineta gentilis Millidge, 1988 (Nova Zelanda)
- Maorineta minor Millidge, 1988 (Nova Zelanda)
- Maorineta mollis Millidge, 1988 (Nova Zelanda)
- Maorineta sulcata Millidge, 1988 (Nova Zelanda)
- Maorineta tibialis Millidge, 1988 (Nova Zelanda)
- Maorineta tumida Millidge, 1988 (Nova Zelanda)

### Maro
Maro O. P.-Cambridge, 1906
- Maro amplus Dondale & Buckle, 2001 (Canadà, EUA)
- Maro borealis Eskov, 1991 (Rússia)
- Maro bureensis Tanasevitch, 2006 (Rússia)
- Maro flavescens (O. P.-Cambridge, 1873) (Rússia, Mongòlia)
- Maro khabarum Tanasevitch, 2006 (Rússia)
- Maro lautus Saito, 1984 (Rússia, Japó)
- Maro lehtineni Saaristo, 1971 (Europa)
- Maro lepidus Casemir, 1961 (Europa)
- Maro minutus O. P.-Cambridge, 1906 (Paleàrtic)
- Maro nearcticus Dondale & Buckle, 2001 (Canadà, EUA)
- Maro pansibiricus Tanasevitch, 2006 (Rússia)
- Maro perpusillus Saito, 1984 (Japó)
- Maro saaristoi Eskov, 1980 (Rússia)
- Maro sibiricus Eskov, 1980 (Rússia)
- Maro sublestus Falconer, 1915 (Paleàrtic)
- Maro ussuricus Tanasevitch, 2006 (Rússia)

### Martensinus
Martensinus Wunderlich, 1973
- Martensinus annulatus Wunderlich, 1973 (Nepal)
- Martensinus micronetiformis Wunderlich, 1973 (Nepal)

### Masikia
Masikia Millidge, 1984
- Masikia indistincta (Kulczyn'ski, 1908) (Rússia, Alaska, Canadà)
- Masikia relicta (Chamberlin, 1948) (EUA)

### Maso
Maso Simon, 1884
- Maso alticeps (Emerton, 1909) (EUA)
- Maso gallicus Simon, 1894 (Europa fins a Azerbaijan)
- Maso Krakatoaensis Bristowe, 1931 (Krakatoa)
- Maso navajo Chamberlin, 1948 (EUA)
- Maso politus Banks, 1896 (EUA)
- Maso sundevalli (Oestring, 1851) (Holàrtic)

### Masoncus
Masoncus Chamberlin, 1948
- Masoncus arienus Chamberlin, 1948 (EUA)
- Masoncus conspectus (Gertsch & Davis, 1936) (EUA)
- Masoncus dux Chamberlin, 1948 (Canadà)
- Masoncus pogonophilus Cushing, 1995 (EUA)

### Masonetta
Masonetta Chamberlin & Ivie, 1939
- Masonetta floridana (Ivie & Barrows, 1935) (EUA)

### Mecopisthes
Mecopisthes Simon, 1926
- Mecopisthes alter Thaler, 1991 (Itàlia)
- Mecopisthes crassirostris (Simon, 1884) (França)
- Mecopisthes daiarum Bosmans, 1993 (Algèria)
- Mecopisthes jacquelinae Bosmans, 1993 (Marroc)
- Mecopisthes latinus Millidge, 1978 (Suïssa, Itàlia)
- Mecopisthes millidgei Wunderlich, 1995 (Sardenya)
- Mecopisthes monticola Bosmans, 1993 (Algèria)
- Mecopisthes nasutus Wunderlich, 1995 (Grècia)
- Mecopisthes nicaeensis (Simon, 1884) (França, Itàlia)
- Mecopisthes orientalis Tanasevitch & Fet, 1986 (Turkmenistan)
- Mecopisthes paludicola Bosmans, 1993 (Algèria)
- Mecopisthes peuceticus Caporiacco, 1951 (Itàlia)
- Mecopisthes peusi Wunderlich, 1972 (Europa)
- Mecopisthes pictonicus Denis, 1949 (França)
- Mecopisthes rhomboidalis Gao, Zhu & Gao, 1993 (Xina)
- Mecopisthes silus (O. P.-Cambridge, 1872) (Europa, Rússia)
- Mecopisthes tokumotoi Oi, 1964 (Japó)

### Mecynargoides
Mecynargoides Eskov, 1988
- Mecynargoides kolymensis Eskov, 1988 (Rússia, Mongòlia)

### Mecynargus
Mecynargus Kulczyn'ski, 1894
- Mecynargus Àsiaticus Tanasevitch, 1989 (Kirguizstan)
- Mecynargus borealis (Jackson, 1930) (Holàrtic)
- Mecynargus brocchus (L. Koch, 1872) (Europa)
- Mecynargus foveatus (Dahl, 1912) (Europa central fins a Ucraïna)
- Mecynargus hypnicola Eskov, 1988 (Rússia)
- Mecynargus longus (Kulczyn'ski, 1882) (Europa Oriental, Rússia)
- Mecynargus monticola (Holm, 1943) (Suècia, Finlàndia, Rússia, Mongòlia, Canadà)
- Mecynargus morulus (O. P.-Cambridge, 1873) (Groenlàndia, Paleàrtic)
- Mecynargus paetulus (O. P.-Cambridge, 1875) (Holàrtic)
- Mecynargus pinipumilis Eskov, 1988 (Rússia)
- Mecynargus pyrenaeus (Denis, 1950) (França)
- Mecynargus sphagnicola (Holm, 1939) (Groenlàndia, Escandinàvia, Rússia, Mongòlia, Canadà)
- Mecynargus tundricola Eskov, 1988 (Rússia)
- Mecynargus tungusicus (Eskov, 1981) (Rússia, Kirguizstan, Xina, Canadà)

### Mecynidis
Mecynidis Simon, 1894
- Mecynidis antiqua Jocqué & Scharff, 1986 (Tanzània)
- Mecynidis ascia Scharff, 1990 (Tanzània)
- Mecynidis bitumida Russell-Smith & Jocqué, 1986 (Kenya)
- Mecynidis dentipalpis Simon, 1894 (Sud-àfrica)
- Mecynidis laevitarsis Miller, 1970 (Angola)
- Mecynidis muthaiga Russell-Smith & Jocqué, 1986 (Kenya)
- Mecynidis scutata Jocqué & Scharff, 1986 (Tanzània)
- Mecynidis spiralis Jocqué & Scharff, 1986 (Tanzània)

### Megafroneta
Megafroneta Blest, 1979
- Megafroneta dugdaleae Blest & Vink, 2002 (Nova Zelanda)
- Megafroneta elongata Blest, 1979 (Nova Zelanda)
- Megafroneta gigas Blest, 1979 (Nova Zelanda)

### Megalepthyphantes
Megalepthyphantes Wunderlich, 1994
- Megalepthyphantes bkheitae (Bosmans & Bouragba, 1992) (Algèria)
- Megalepthyphantes camelus (Tanasevitch, 1990) (Azerbaijan)
- Megalepthyphantes collinus (L. Koch, 1872) (Paleàrtic)
- Megalepthyphantes kronebergi (Tanasevitch, 1989) (Kazakhstan fins a la Xina)
- Megalepthyphantes lydiae Wunderlich, 1994 (Grècia)
- Megalepthyphantes nebulosoides (Wunderlich, 1977) (Àsia central)
- Megalepthyphantes nebulosus (Sundevall, 1830) (Holàrtic)
- Megalepthyphantes pseudocollinus Saaristo, 1997 (Europa, Rússia)
- Megalepthyphantes turkestanicus (Tanasevitch, 1989) (Turkmenistan, Xina)
- Megalepthyphantes Turquiaensis Tanasevitch, Kunt & Seyyar, 2005 (Turquia)

### Meioneta
Meioneta Hull, 1920
- Meioneta adami Millidge, 1991 (Brasil)
- Meioneta affinis (Kulczyn'ski, 1898) (Paleàrtic)
- Meioneta affinisoides (Tanasevitch, 1984) (Rússia)
- Meioneta alaskensis Holm, 1960 (Rússia, Mongòlia, Alaska)
- Meioneta albinotata Millidge, 1991 (Colòmbia)
- Meioneta alboguttata Jocqué, 1985 (Illes Comoro)
- Meioneta albomaculata Baert, 1990 (Illes Galápagos)
- Meioneta alpica (Tanasevitch, 2000) (Àustria)
- Meioneta amersaxatilis (Saaristo & Koponen, 1998) (EUA, Canadà)
- Meioneta angulata (Emerton, 1882) (EUA, Canadà)
- Meioneta arida Baert, 1990 (Illes Galápagos)
- Meioneta atra Millidge, 1991 (Veneçuela)
- Meioneta barrowsi Chamberlin & Ivie, 1944 (EUA)
- Meioneta bermudensis (Strand, 1906) (Bermuda)
- Meioneta bialata Tao, Li & Zhu, 1995 (Xina)
- Meioneta birulai (Kulczyn'ski, 1908) (Rússia)
- Meioneta birulaioides (Wunderlich, 1995) (Mongòlia)
- Meioneta boninensis Saito, 1982 (Japó)
- Meioneta brevipes (Keyserling, 1886) (EUA, Alaska)
- Meioneta brevis Millidge, 1991 (Perú)
- Meioneta brusnewi (Kulczyn'ski, 1908) (Rússia)
- Meioneta canariensis (Wunderlich, 1987) (Illes Canàries)
- Meioneta castanea Millidge, 1991 (Xile)
- Meioneta cincta Millidge, 1991 (Colòmbia)
- Meioneta collina Millidge, 1991 (Colòmbia)
- Meioneta curvata Bosmans, 1979 (Kenya)
- Meioneta dactylata Chamberlin & Ivie, 1944 (EUA)
- Meioneta dactylis Tao, Li & Zhu, 1995 (Xina)
- Meioneta decorata Chamberlin & Ivie, 1944 (EUA)
- Meioneta decurvis Tao, Li & Zhu, 1995 (Xina)
- Meioneta dentifera Locket, 1968 (Nigèria, Angola)
- Meioneta discolor Millidge, 1991 (Colòmbia)
- Meioneta disjuncta Millidge, 1991 (Colòmbia)
- Meioneta emertoni (Roewer, 1942) (Canadà)
- Meioneta equestris (L. Koch, 1881) (Europa central, Ucraïna)
- Meioneta evadens (Chamberlin, 1925) (EUA)
- Meioneta exigua Russell-Smith, 1992 (Camerun, Nigèria)
- Meioneta fabra (Keyserling, 1886) (EUA)
- Meioneta falcata Li & Zhu, 1995 (Xina)
- Meioneta ferosa (Chamberlin & Ivie, 1943) (EUA)
- Meioneta fillmorana (Chamberlin, 1919) (EUA)
- Meioneta flandroyae Jocqué, 1985 (Illes Comoro)
- Meioneta flavipes Ono, 1991 (Japó)
- Meioneta floridana (Banks, 1896) (EUA)
- Meioneta fratrella (Chamberlin, 1919) (EUA)
- Meioneta frigida Millidge, 1991 (Colòmbia)
- Meioneta fusca Millidge, 1991 (Perú)
- Meioneta fuscipalpa (C. L. Koch, 1836) (Paleàrtic)
- Meioneta fuscipes Chamberlin & Ivie, 1944 (EUA)
- Meioneta gagnei Gertsch, 1973 (Hawaii)
- Meioneta galapagosensis Baert, 1990 (Illes Galápagos)
- Meioneta gracilipes Holm, 1968 (Camerun, Gabon, Congo, Kenya, Angola)
- Meioneta grayi Barnes, 1953 (EUA)
- Meioneta gulosa (L. Koch, 1869) (Paleàrtic)
- Meioneta habra Locket, 1968 (Àfrica)
- Meioneta ignorata Saito, 1982 (Japó)
- Meioneta imitata Chamberlin & Ivie, 1944 (EUA)
- Meioneta innotabilis (O. P.-Cambridge, 1863) (Europa, Rússia)
- Meioneta insolita Locket & Russell-Smith, 1980 (Nigèria)
- Meioneta insulana (Tanasevitch, 2000) (Sakhalin, Kurile)
- Meioneta jacksoni Braendegaard, 1937 (EUA, Canadà, Groenlàndia)
- Meioneta kaszabi Loksa, 1965 (Rússia, Kazakhstan, Mongòlia)
- Meioneta kopetdaghensis (Tanasevitch, 1989) (Àsia central)
- Meioneta larva Locket, 1968 (Angola)
- Meioneta lauta Millidge, 1991 (Perú)
- Meioneta leucophora Chamberlin & Ivie, 1944 (EUA)
- Meioneta levii (Tanasevitch, 1984) (Rússia)
- Meioneta levis Locket, 1968 (Angola)
- Meioneta llanoensis (Gertsch & Davis, 1936) (EUA)
- Meioneta longipes Chamberlin & Ivie, 1944 (EUA)
- Meioneta lophophor (Chamberlin & Ivie, 1933) (EUA, Alaska)
- Meioneta luctuosa Millidge, 1991 (Veneçuela)
- Meioneta manni Crawford & Edwards, 1989 (EUA)
- Meioneta maritima (Emerton, 1919) (Rússia, Canadà)
- Meioneta mediocris Millidge, 1991 (Colòmbia)
- Meioneta mendosa Millidge, 1991 (Colòmbia)
- Meioneta meridionalis (Crosby & Bishop, 1936) (EUA)
- Meioneta merretti Locket, 1968 (Angola)
- Meioneta mesÀsiatica (Tanasevitch, 2000) (Rússia, Àsia central)
- Meioneta metropolis Russell-Smith & Jocqué, 1986 (Kenya)
- Meioneta micaria (Emerton, 1882) (EUA)
- Meioneta milleri Thaler i cols., 1997 (Txèquia, Eslovàquia)
- Meioneta minorata Chamberlin & Ivie, 1944 (EUA)
- Meioneta mollis (O. P.-Cambridge, 1871) (Paleàrtic)
- Meioneta mongolica Loksa, 1965 (Rússia, Mongòlia)
- Meioneta montana Millidge, 1991 (Ecuador)
- Meioneta montivaga Millidge, 1991 (Veneçuela)
- Meioneta mossica Schikora, 1993 (Bretanya fins a Rússia)
- Meioneta natalensis Jocqué, 1984 (Sud-àfrica)
- Meioneta nigra Oi, 1960 (Rússia, Mongòlia, Xina, Corea, Japó)
- Meioneta nigripes (Simon, 1884) (Canadà, Groenlàndia, Paleàrtic)
  - Meioneta nigripes nivicola (Simon, 1929) (França)
- Meioneta obscura Denis, 1950 (Congo, Tanzània)
- Meioneta oculata Millidge, 1991 (Perú)
- Meioneta officiosa (Barrows, 1940) (EUA)
- Meioneta opaca Millidge, 1991 (Colòmbia)
- Meioneta ordinaria Chamberlin & Ivie, 1947 (Alaska)
- Meioneta orites (Thorell, 1875) (Europa central)
- Meioneta palgongsanensis Paik, 1991 (Rússia, Xina, Corea)
- Meioneta palustris Li & Zhu, 1995 (Xina)
- Meioneta parasaxatilis (Marusik, Hippa & Koponen, 1996) (Rússia)
- Meioneta parva (Banks, 1896) (EUA)
- Meioneta picta Chamberlin & Ivie, 1944 (EUA)
- Meioneta pinta Baert, 1990 (Illes Galápagos)
- Meioneta plagiata (Banks, 1929) (Panamà)
- Meioneta pogonophora Locket, 1968 (Angola, Seychelles)
- Meioneta prima Millidge, 1991 (Colòmbia)
- Meioneta propinqua Millidge, 1991 (Perú, Brasil)
- Meioneta propria Millidge, 1991 (Ecuador)
- Meioneta prosectes Locket, 1968 (Santa Helena, Àfrica)
- Meioneta prosectoides Locket & Russell-Smith, 1980 (Camerun, Nigèria)
- Meioneta proxima Millidge, 1991 (Colòmbia)
- Meioneta pseudofuscipalpis (Wunderlich, 1983) (Nepal)
- Meioneta pseudorurestris (Wunderlich, 1980) (Espanya, Xipre, Sardenya, Algèria, Tunísia)
- Meioneta pseudosaxatilis (Tanasevitch, 1984) (Rússia, Kazakhstan)
- Meioneta punctata (Wunderlich, 1995) (Grècia)
- Meioneta regina Chamberlin & Ivie, 1944 (EUA)
- Meioneta resima (L. Koch, 1881) (Europa Oriental)
- Meioneta ressli Wunderlich, 1973 (Alemanya, Suïssa, Àustria)
- Meioneta ripariensis (Tanasevitch, 1984) (Rússia)
- Meioneta rufidorsa Denis, 1961 (França)
- Meioneta rurestris (C. L. Koch, 1836) (Paleàrtic)
- Meioneta saaristoi (Tanasevitch, 2000) (Rússia, Kazakhstan)
- Meioneta saxatilis (Blackwall, 1844) (Europa, Rússia)
- Meioneta semipallida Chamberlin & Ivie, 1944 (EUA)
- Meioneta serrata (Emerton, 1909) (EUA)
- Meioneta serratichelis Denis, 1964 (Sudan)
- Meioneta serratula (Wunderlich, 1995) (Mongòlia)
- Meioneta silvae Millidge, 1991 (Perú)
- Meioneta similis (Kulczyn'ski, 1926) (Iceland, Finlàndia, Rússia, Kazakhstan)
- Meioneta simplex (Emerton, 1926) (EUA, Canadà)
- Meioneta simplicitarsis (Simon, 1884) (Europa, Rússia, Kazakhstan)
- Meioneta straminicola Millidge, 1991 (Colòmbia, Ecuador)
- Meioneta subnivalis (Tanasevitch, 1989) (Àsia central)
- Meioneta tianschanica (Tanasevitch, 1989) (Kirguizstan)
- Meioneta tibialis (Tanasevitch, 2005) (Rússia)
- Meioneta tincta Jocqué, 1985 (Illes Comoro)
- Meioneta transversa (Banks, 1898) (Mèxic)
- Meioneta unicornis Tao, Li & Zhu, 1995 (Xina)
- Meioneta unimaculata (Banks, 1892) (EUA)
- Meioneta usitata Locket, 1968 (Nigèria, Angola)
- Meioneta uta (Chamberlin, 1920) (EUA)
- Meioneta uzbekistanica (Tanasevitch, 1984) (Àsia central)
- Meioneta vera (Wunderlich, 1976) (Queensland)
- Meioneta yakutsaxatilis (Marusik & Koponen, 2002) (Rússia)
- Meioneta zebrina Chamberlin & Ivie, 1944 (EUA)
- Meioneta zygia (Keyserling, 1886) (EUA)

### Mermessus
Mermessus O. P.-Cambridge, 1899
- Mermessus dentiger O. P.-Cambridge, 1899 (Guatemala)

### Mesasigone
Mesasigone Tanasevitch, 1989
- Mesasigone mira Tanasevitch, 1989 (Rússia, Kazakhstan fins a la Xina)

### Metafroneta
Metafroneta Blest, 1979
- Metafroneta minima Blest, 1979 (Nova Zelanda)
- Metafroneta sinuosa Blest, 1979 (Nova Zelanda)
- Metafroneta subversa Blest & Vink, 2002 (Nova Zelanda)

### Metaleptyphantes
Metaleptyphantes Locket, 1968
- Metaleptyphantes bifoliatus Locket, 1968 (Angola)
- Metaleptyphantes Camerunensis Bosmans, 1986 (Camerun)
- Metaleptyphantes carinatus Locket, 1968 (Angola)
- Metaleptyphantes clavator Locket, 1968 (Congo, Angola, Kenya, Tanzània)
- Metaleptyphantes dentiferens Bosmans, 1979 (Kenya)
- Metaleptyphantes dubius Locket & Russell-Smith, 1980 (Nigèria)
- Metaleptyphantes familiaris Jocqué, 1984 (Sud-àfrica)
- Metaleptyphantes foulfouldei Bosmans, 1986 (Camerun)
- Metaleptyphantes kraepelini (Simon, 1905) (Java)
- Metaleptyphantes machadoi Locket, 1968 (Camerun, Nigèria, Gabon, Angola, Uganda, Tanzània)
- Metaleptyphantes ovatus Scharff, 1990 (Tanzània)
- Metaleptyphantes perexiguus (Simon & Fage, 1922) (Àfrica, Illes Comoro)
- Metaleptyphantes praecipuus Locket, 1968 (Angola, Seychelles)
- Metaleptyphantes triangulatus Holm, 1968 (Congo)
- Metaleptyphantes uncinatus Holm, 1968 (Congo)
- Metaleptyphantes vates Jocqué, 1983 (Gabon)
- Metaleptyphantes vicinus Locket, 1968 (Angola)

### Metamynoglenes
Metamynoglenes Blest, 1979
- Metamynoglenes absurda Blest & Vink, 2002 (Nova Zelanda)
- Metamynoglenes attenuata Blest, 1979 (Nova Zelanda)
- Metamynoglenes flagellata Blest, 1979 (Nova Zelanda)
- Metamynoglenes gracilis Blest, 1979 (Nova Zelanda)
- Metamynoglenes helicoides Blest, 1979 (Nova Zelanda)
- Metamynoglenes incurvata Blest, 1979 (Nova Zelanda)
- Metamynoglenes magna Blest, 1979 (Nova Zelanda)
- Metamynoglenes ngongotaha Blest & Vink, 2002 (Nova Zelanda)

### Metapanamomops
Metapanamomops Millidge, 1977
- Metapanamomops kaestneri (Wiehle, 1961) (Alemanya fins a Ucraïna)

### Metopobactrus
Metopobactrus Simon, 1884
- Metopobactrus ascitus (Kulczyn'ski, 1894) (Europa Oriental)
- Metopobactrus cavernicola Wunderlich, 1992 (Illes Canàries)
- Metopobactrus deserticola Loksa, 1981 (Hongria)
- Metopobactrus falcifrons Simon, 1884 (França)
- Metopobactrus nadigi Thaler, 1976 (Suïssa, Àustria, Itàlia)
- Metopobactrus nodicornis Schenkel, 1927 (Suïssa, Àustria)
- Metopobactrus orbelicus Deltshev, 1985 (Bulgària)
- Metopobactrus pacificus Emerton, 1923 (EUA)
- Metopobactrus prominulus (O. P.-Cambridge, 1872) (Holàrtic)
- Metopobactrus schenkeli Thaler, 1976 (Suïssa, Itàlia)
- Metopobactrus verticalis (Simon, 1881) (Còrsega)

### Micrargus
Micrargus Dahl, 1886
- Micrargus aleuticus Holm, 1960 (Alaska)
- Micrargus alpinus Relys & Weiss, 1997 (Alemanya, Suïssa, Àustria)
- Micrargus apertus (O. P.-Cambridge, 1871) (Paleàrtic)
- Micrargus cavernicola Wunderlich, 1995 (Japó)
- Micrargus cupidon (Simon, 1913) (França)
- Micrargus dilutus (Denis, 1948) (França)
- Micrargus dissimilis Denis, 1950 (França)
- Micrargus georgescuae Millidge, 1976 (Europa)
- Micrargus herbigradus (Blackwall, 1854) (Paleàrtic)
- Micrargus hokkaidoensis Wunderlich, 1995 (Japó)
- Micrargus incomtus (O. P.-Cambridge, 1872) (Alemanya)
- Micrargus laudatus (O. P.-Cambridge, 1881) (Europa)
- Micrargus nibeoventris (Komatsu, 1942) (Japó)
- Micrargus pervicax (Denis, 1947) (França)
- Micrargus subaequalis (Oestring, 1851) (Paleàrtic)

### Microbathyphantes
Microbathyphantes van Helsdingen, 1985
- Microbathyphantes aokii (Saito, 1982) (Xina, Vietnam, Japó)
- Microbathyphantes palmarius (Marples, 1955) (Sri Lanka, Seychelles, Myanmar, Polynesia)
- Microbathyphantes spedani (Locket, 1968) (Camerun, Nigèria, Angola)

### Microctema
Microctema Millidge, 1991
- Microctema exiguum Millidge, 1991 (Colòmbia)

### Microctenonyx
Microctenonyx Dahl, 1886
- Microctenonyx apuliae (Caporiacco, 1951) (Itàlia)
- Microctenonyx cavifrons (Caporiacco, 1935) (Karakorum)
- Microctenonyx evansae (Locket & Russell-Smith, 1980) (Nigèria)
- Microctenonyx subitaneus (O. P.-Cambridge, 1875) (Holàrtic (en qualsevol altre lloc, introduïda))

### Microcyba
Microcyba Holm, 1962
- Microcyba aculeata Holm, 1964 (Congo)
- Microcyba affinis Holm, 1962 (Uganda)
- Microcyba angulata Holm, 1962 (Kenya, Uganda)
- Microcyba brevidentata Holm, 1962 (Tanzània)
- Microcyba calida Jocqué, 1983 (Gabon)
- Microcyba Camerunensis Bosmans, 1988 (Camerun)
- Microcyba divisa Jocqué, 1983 (Gabon)
- Microcyba erecta Holm, 1962 (Uganda)
- Microcyba falcata Holm, 1962 (Uganda)
- Microcyba hamata Holm, 1962 (Kenya, Uganda)
- Microcyba hedbergi Holm, 1962 (Uganda)
- Microcyba leleupi Holm, 1968 (Congo)
- Microcyba projecta Holm, 1962 (Uganda)
- Microcyba simulata Holm, 1962 (Kenya)
- Microcyba tridentata Holm, 1962 (Kenya, Uganda)
- Microcyba vancotthemi Bosmans, 1977 (Kenya)
- Microcyba viduata Holm, 1962 (Kenya)
- Microcyba vilhenai Miller, 1970 (Congo)

### Microlinyphia
Microlinyphia Gerhardt, 1928
- Microlinyphia aethiopica (Tullgren, 1910) (Àfrica Oriental)
- Microlinyphia cylindriformis Jocqué, 1985 (Illes Comoro)
- Microlinyphia dana (Chamberlin & Ivie, 1943) (EUA, Canadà, Alaska)
- Microlinyphia delesserti (Caporiacco, 1949) (Tanzània, Uganda, Congo)
- Microlinyphia impigra (O. P.-Cambridge, 1871) (Holàrtic)
- Microlinyphia johnsoni (Blackwall, 1859) (Madeira, Illes Canàries)
- Microlinyphia mandibulata (Emerton, 1882) (EUA)
  - Microlinyphia mandibulata punctata (Chamberlin & Ivie, 1943) (EUA, Canadà)
- Microlinyphia pusilla (Sundevall, 1830) (Holàrtic)
  - Microlinyphia pusilla quadripunctata (Strand, 1903) (Noruega)
- Microlinyphia simoni van Helsdingen, 1970 (Madagascar)
- Microlinyphia sterilis (Pavesi, 1883) (Central, Est, Àfrica Meridional; Xina)
- Microlinyphia zhejiangensis (Chen, 1991) (Xina)

### Micromaso
Micromaso Tambs-Lyche, 1954
- Micromaso flavus Tambs-Lyche, 1954 (Sud Geòrgia)

### Microneta
Microneta Menge, 1869
- Microneta aterrima Eskov & Marusik, 1991 (Rússia)
- Microneta caestata (Thorell, 1875) (Suècia)
- Microneta disceptra Crosby & Bishop, 1929 (Perú)
- Microneta flaveola Banks, 1892 (EUA)
- Microneta formicaria Balogh, 1938 (Nova Guinea)
- Microneta inops (Thorell, 1875) (Suècia)
- Microneta iracunda (O. P.-Cambridge, 1879) (Latvia)
- Microneta orines Chamberlin & Ivie, 1933 (EUA)
- Microneta protrudens Chamberlin & Ivie, 1933 (EUA)
- Microneta saaristoi Eskov & Marusik, 1991 (Rússia)
- Microneta semiatra (Keyserling, 1886) (Brasil)
- Microneta sima Chamberlin & Ivie, 1936 (Mèxic)
- Microneta varia Simon, 1897 (Saint Vincent)
- Microneta viaria (Blackwall, 1841) (Holàrtic)
- Microneta watona Chamberlin & Ivie, 1936 (Mèxic)

### Microplanus
Microplanus Millidge, 1991
- Microplanus mollis Millidge, 1991 (Colòmbia)

### Microsphalma
Microsphalma Millidge, 1991
- Microsphalma barbatum (Tullgren, 1901) (Xile, Argentina)
- Microsphalma nigrocapitatum (Tullgren, 1901) (Argentina)

### Midia
Midia Saaristo & Wunderlich, 1995
- Midia midas (Simon, 1884) (Europa)

### Miftengris
Miftengris Eskov, 1993
- Miftengris scutumatus Eskov, 1993 (Rússia)

### Millidgea
Millidgea Locket, 1968
- Millidgea convoluta Locket, 1968 (Angola)
- Millidgea navicula Locket, 1968 (Angola)
- Millidgea verrucosa Locket, 1968 (Angola)

### Millidgefa
Millidgefa Özdikmen, 2007 (replacement name for Notiothauma Millidge, 1991)
- Millidgefa aurantiacum (Simon, 1905) (Argentina)

### Millidgella
Millidgella Kammerer, 2006
- Millidgella trisetosa (Millidge, 1985) (Xile)

### Millplophrys
Millplophrys Platnick, 1998
- Millplophrys cracatoa (Millidge, 1995) (Krakatoa)
- Millplophrys pallida (Millidge, 1995) (Tailàndia)

### Minicia
Minicia Thorell, 1875
- Minicia alticola Tanasevitch, 1990 (Geòrgia)
- Minicia candida Denis, 1946 (Europa)
  - Minicia candida obscurior Denis, 1963 (França)
- Minicia caspiana Tanasevitch, 1990 (Azerbaijan)
- Minicia elegans Simon, 1894 (Algèria)
- Minicia floresensis Wunderlich, 1992 (Açores)
- Minicia gomerae (Schmidt, 1975) (Illes Canàries)
- Minicia grancanariensis Wunderlich, 1987 (Illes Canàries)
- Minicia kirghizica Tanasevitch, 1985 (Àsia central)
- Minicia marginella (Wider, 1834) (Paleàrtic)
- Minicia pallida Eskov, 1995 (Rússia, Kazakhstan)
- Minicia picoensis Wunderlich, 1992 (Açores)
- Minicia strandi (Ermolajev, 1937) (Rússia)
- Minicia teneriffensis Wunderlich, 1979 (Illes Canàries)
- Minicia vittata Caporiacco, 1935 (Kashmir)

### Minyriolus
Minyriolus Simon, 1884
- Minyriolus australis Simon, 1902 (Argentina)
- Minyriolus medEUA (Simon, 1881) (Europa)
- Minyriolus phaulobius (Thorell, 1875) (Itàlia)
- Minyriolus pusillus (Wider, 1834) (Paleàrtic)

### Mioxena
Mioxena Simon, 1926
- Mioxena blanda (Simon, 1884) (Europa, Rússia)
- Mioxena celisi Holm, 1968 (Congo, Kenya)
- Mioxena longispinosa Miller, 1970 (Angola)

### Mitrager
Mitrager van Helsdingen, 1985
- Mitrager noordami van Helsdingen, 1985 (Java)

### Moebelia
Moebelia Dahl, 1886
- Moebelia penicillata (Oestring, 1851) (Paleàrtic)

### Moebelotinus
Moebelotinus Wunderlich, 1995
- Moebelotinus transbaikalicus (Eskov, 1989) (Rússia, Mongòlia)

### Molestia
Molestia Tu, Saaristo & Li, 2006
- Molestia molesta (Tao, Li & Zhu, 1995) (Xina)

### Monocephalus
Monocephalus Smith, 1906
- Monocephalus castaneipes (Simon, 1884) (Europa)
- Monocephalus fuscipes (Blackwall, 1836) (Europa)

### Monocerellus
Monocerellus Tanasevitch, 1983
- Monocerellus montanus Tanasevitch, 1983 (Rússia)

### Montilaira
Montilaira Chamberlin, 1921
- Montilaira uta (Chamberlin, 1919) (EUA)

### Moreiraxena
Moreiraxena Miller, 1970
- Moreiraxena chicapensis Miller, 1970 (Angola)

### Mughiphantes
Mughiphantes Saaristo & Tanasevitch, 1999
- Mughiphantes aculifer (Tanasevitch, 1988) (Rússia)
- Mughiphantes arlaudi (Denis, 1954) (França)
- Mughiphantes armatus (Kulczyn'ski, 1905) (Europa central)
- Mughiphantes baebleri (Lessert, 1910) (Europa Central)
- Mughiphantes beishanensis Tanasevitch, 2006 (Xina)
- Mughiphantes brunneri (Thaler, 1984) (Itàlia)
- Mughiphantes carnicus (van Helsdingen, 1982) (Itàlia)
- Mughiphantes cornutus (Schenkel, 1927) (Paleàrtic)
- Mughiphantes hadzii (Miller & Polenec, 1975) (Eslovènia)
- Mughiphantes handschini (Schenkel, 1919) (Europa central)
- Mughiphantes hindukuschensis (Miller & Buchar, 1972) (Afganistan)
- Mughiphantes ignavus (Simon, 1884) (França)
- Mughiphantes jaegeri Tanasevitch, 2006 (Xina)
- Mughiphantes johannislupi (Denis, 1953) (França)
- Mughiphantes jugorum (Denis, 1954) (França)
- Mughiphantes lithoclasicola (Deltshev, 1983) (Bulgària)
- Mughiphantes logunovi Tanasevitch, 2000 (Rússia)
- Mughiphantes martensi Tanasevitch, 2006 (Xina)
- Mughiphantes marusiki (Tanasevitch, 1988) (Rússia, Mongòlia)
- Mughiphantes merretti (Millidge, 1975) (Itàlia)
- Mughiphantes mughi (Fickert, 1875) (Europa, Rússia)
- Mughiphantes nigromaculatus (Zhu & Wen, 1983) (Rússia, Xina)
- Mughiphantes omega (Denis, 1952) (Romania)
- Mughiphantes ovtchinnikovi (Tanasevitch, 1989) (Kirguizstan)
- Mughiphantes pulcher (Kulczyn'ski, 1881) (Europa central)
- Mughiphantes pulcheroides (Wunderlich, 1985) (Itàlia)
- Mughiphantes pyrenaeus (Denis, 1953) (França)
- Mughiphantes rupium (Thaler, 1984) (Alemanya, Àustria)
- Mughiphantes sachalinensis (Tanasevitch, 1988) (Rússia, Xina)
- Mughiphantes severus (Thaler, 1990) (Àustria)
- Mughiphantes sobrioides Tanasevitch, 2000 (Rússia)
- Mughiphantes sobrius (Thorell, 1871) (Noruega, Rússia)
- Mughiphantes styriacus (Thaler, 1984) (Àustria)
- Mughiphantes suffusus (Strand, 1901) (Escandinàvia, Rússia)
- Mughiphantes taczanowskii (O. P.-Cambridge, 1873) (Rússia, Mongòlia)
- Mughiphantes tienschangensis (Tanasevitch, 1986) (Àsia central)
- Mughiphantes triglavensis (Miller & Polenec, 1975) (Àustria, Eslovènia)
- Mughiphantes variabilis (Kulczyn'ski, 1887) (Europa central)
- Mughiphantes varians (Kulczyn'ski, 1882) (Europa Oriental)
- Mughiphantes vittatus (Spassky, 1941) (Àsia central)
- Mughiphantes whymperi (F. O. P.-Cambridge, 1894) (Irlanda, Bretanya, Finlàndia, Rússia)

### Murphydium
Murphydium Jocqué, 1996
- Murphydium foliatum Jocqué, 1996 (Kenya, Somàlia)

### Mycula
Mycula Schikora, 1994
- Mycula mossakowskii Schikora, 1994 (Alemanya, Àustria, Itàlia)

### Myrmecomelix
Myrmecomelix Millidge, 1993
- Myrmecomelix pulcher (Millidge, 1991) (Ecuador, Perú)

### Mythoplastoides
Mythoplastoides Crosby & Bishop, 1933
- Mythoplastoides erectus (Emerton, 1915) (EUA)
- Mythoplastoides exiguus (Banks, 1892) (EUA)